# Édouard Chavannes
Pour les articles homonymes, voir Chavannes.
Édouard Chavannes, né à Lyon le 5 octobre 1865 et mort à Paris le 29 janvier 1918, est un archéologue et sinologue français. Grand expert de l'histoire de la Chine et des religions chinoises, il est connu pour sa traduction de la plus grande partie du Shiji (史記 / 史记, Shǐjì) de Sima Qian, qui est la première traduction de cet ouvrage dans une langue européenne.
Érudit prolifique et influent, Chavannes fut l’un des sinologues les plus accomplis de l’ère moderne et, malgré son décès relativement précoce en 1918 à l'âge de 52 ans, est le digne successeur des grands noms de la sinologie française du XIXe siècle, tels que Jean-Pierre Abel-Rémusat et Stanislas Julien. C'est en grande partie grâce à son travail que la sinologie est devenue une discipline respectée au sein des sciences humaines françaises.

## Vie et carrière
Édouard Chavannes est né à Lyon le 5 octobre 1865, fils de  Frédéric-Emile Chavannes et Blanche Dapples (née en 1844 et décédée le 22 novembre 1865).Durant sa jeunesse, il étudie au lycée de Lyon, où, comme la plupart des étudiants de l'époque, il reçoit une éducation centrée sur les textes classiques grecs et latins. Il part ensuite à Paris pour intégrer le prestigieux lycée Louis-le-Grand, où il prépare les concours d'entrée pour intégrer une des Grandes Écoles. Il réussit son concours et est admis à la section Lettres de l'École normale supérieure en 1885. Chavannes y étudie trois ans et passe avec succès son agrégation de philosophie en 1888.
C'est durant ses années d'étude à l'ENS que Chavannes rencontre Georges Perrot, qui est à la fois le directeur de l'ENS et un archéologue renommé. Ce dernier conseille à Chavannes d'étudier la Chine après la fin de ses études. Chavannes suit le conseil de Perrot et, dans un premier temps, songe à étudier la philosophie chinoise, un champ d'étude qui correspond à sa propre éducation. Mais, suivant en cela les recommandations de l'orientaliste Henri Cordier, il finit par s'intéresser à l'histoire de la Chine, un champ alors très peu étudié en Europe et en Occident. Chavannes commence à suivre les cours sur les classiques chinois que donne le Marquis d'Hervey-Saint-Denys au Collège de France et les cours de mandarin de Maurice Jametel (1856–1889) à l'École des langues orientales vivantes,. Désireux de faire progresser ses études en se rendant en Chine, Chavannes, grâce aux contacts de certains de ses amis, obtient un poste d'attaché au sein d'une mission scientifique associée à la délégation française à Pékin. Il part pour la Chine en janvier 1889 et y arrive deux mois plus tard.

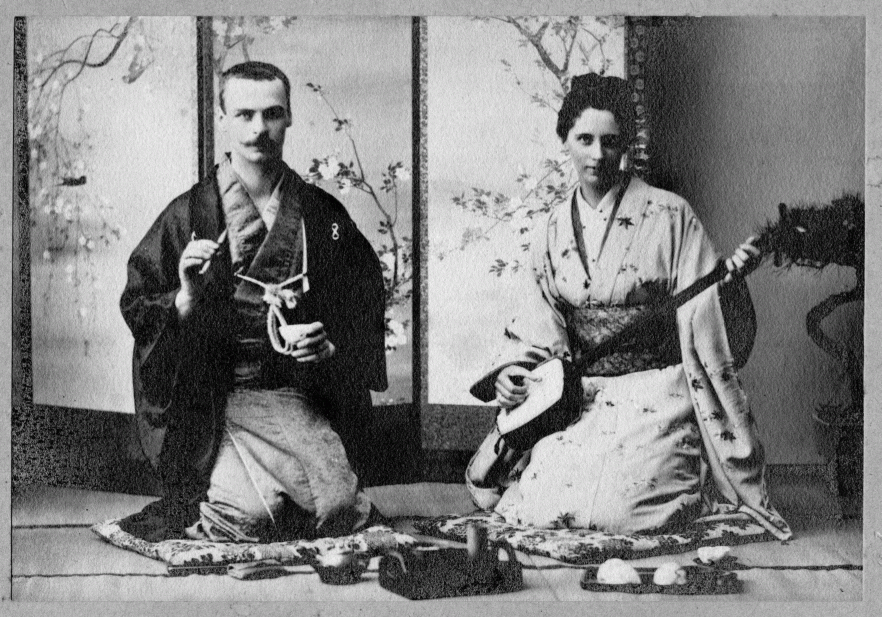
Chavannes et son épouse, Alice Dor, pendant un voyage au Japon, vers 1892

En 1891, Chavannes retourne brièvement en France, où il épouse Alice Dor, la fille d'Henri Dor, célèbre optométriste lyonnais, avant de repartir en Chine avec elle.
Chavannes reste en Chine jusqu'en 1893, date à laquelle il rentre en France pour prendre le poste de professeur de langue chinoise au Collège de France, poste vacant depuis la mort du Marquis d'Hervey-Saint-Denys en novembre 1892. Même si Chavannes n'a étudié le chinois que pendant cinq ans, la qualité et la valeur de son niveau de connaissance en chinois sont déjà reconnus dans le milieu académique et ont convaincu les dirigeants du Collège de France de lui donner le poste. Le premier cours de Chavannes est un cours magistral intitulé Du Rôle social de la littérature chinoise. Parmi les élèves qui suivent ses cours durant sa carrière de professeur, on trouve les sinologues Paul Pelliot, Marcel Granet et Robert des Rotours, ainsi que l'ethnologue, archéologue, médecin et romancier Victor Segalen.
Durant toute la période où il travaille au Collège de France, Chavannes est très actif dans le milieu universitaire français : il est membre de l’Institut de France, membre honoraire de plusieurs sociétés étrangères, corédacteur en chef français du T'oung Pao, la 1re revue internationale de sinologie de 1904 à 1916 et est élu Président de l’Académie des inscriptions et belles-lettres en 1915,. Cette activité intense n'empêche pas Chavannes de retourner en Chine en 1907, pour y étudier les inscriptions et monuments antiques.
Il meurt à Paris, le 20 janvier 1918, à l'âge de 52 ans, en laissant derrière lui un grand nombre de publications de premier plan et une nouvelle génération de sinologues prêts à poursuivre son œuvre, ainsi qu'en témoignent les nécrologies et les études qui lui sont consacrées.

## Famille
Avec Alice Dor, Édouard Chavannes a eu un fils, l'aviateur Fernand Chavannes (1897-1985), qui est devenu un des as de l'aviation de la Première Guerre mondiale, et deux filles, Marguerite et Isabelle.
Marguerite Chavannes, violoniste puis femme au foyer, s'est mariée avec Léon Combrisson, musicien qui a travaillé ensuite pour le CEA. Isabelle Chavannes a suivi les cours de Marie Curie et est devenue ingénieur chimiste.
Gilbert Chavannes, le fils de Fernand, est devenu général. Claire Chavannes, la fille de Fernand, s'est mariée avec Bernard Langevin, petit-fils de Paul Langevin. Ils ont eu un fils, le mathématicien Rémi Langevin.
L'historienne Marie Octave Monod, née Marie Chavannes, était sa demi-sœur.

## Travaux et publications

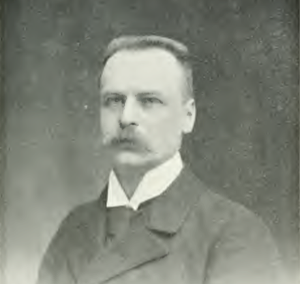
Chavannes (vers 1905)

### Histoire
La première publication de Chavannes, "Le Traité sur les sacrifices Fong et Chan de Se-ma Ts'ien, traduit en français", parait en 1890, alors qu’il est à Pékin. Ce premier travail lui donne envie de traduire le Shiji du même Sima Qian/Se-ma Ts'ien, la première somme systématique de l'histoire de la Chine, qui a servi de modèle à toutes les annales dynastiques suivantes. Le premier volume de la traduction est publié à Paris en 1895 et commence par une introduction de 249 pages que l’anthropologue allemand Berthold Laufer qualifie de « chef-d'œuvre d'analyse historique et critique... qui n'est surpassé par rien de ce qui a été écrit de ce genre avant ou après lui ». Chavannes traduit quatre volumes supplémentaires entre 1896 et 1905, ce qui représente en tout 47 des 130 chapitres du Shiji. Dans chacun de ces volumes, le texte original est enrichi de commentaires visant à éclairer les lecteurs. Ses traductions incluent également un grand nombre d'annexes portant sur des sujets précis présentant un intérêt particulier.

### Épigraphie
Chavannes est un pionnier important dans le domaine de l’épigraphie moderne et est salué par Berthold Laufer comme étant « le premier intellectuel européen qui a approché ce sujet difficile avec des méthodes saines et à avoir obtenu un succès incontesté ». Son premier article épigraphique, Les Inscriptions des Ts'in, est publié dans le Journal asiatique en 1893. Il est suivi par un certain nombre de travaux, qui font de Chavannes le premier chercheur occidental à réussir à analyser et traduire le style épigraphique inhabituel de la dynastie chinoise d'origine mongole des Yuan. Lors de son voyage de 1907, Chavannes prend des centaines de photographies et reproduit un grand nombre d'inscriptions par estampage. Tous ces documents sont ensuite publiés en 1909 dans un grand album intitulé Mission archéologique dans la Chine septentrionale. Avant de mourir, il réussit à publier deux volumes de traductions et d’analyse des inscriptions qu'il a ramenées de Chine : La Sculpture à l'époque des Han, qui est publié en 1913 et La Sculpture bouddhique, publié en 1915.

### Religion
Les grandes religions de la Chine antique et médiévale intriguent Chavannes, qui effectue des recherches approfondies sur la religion populaire chinoise, le bouddhisme, le taoïsme, le christianisme nestorien et le manichéisme. Son Mémoire composé à l'époque de la grande dynastie T'ang sur les religieux éminents qui allèrent chercher la loi dans les pays d'occident par I-Tsing, qui est publié en 1894, remporte le Prix Julien. Il contient les traductions des biographies et récits de voyage de soixante moines bouddhistes qui ont voyagé de la Chine vers l’Inde au cours de la Dynastie Tang, à la recherche de textes bouddhiques et des livres en sanskrit. L’œuvre la plus connue de Chavannes sur le bouddhisme chinois est ses Cinq cents contes et apologues extraits du Tripiṭaka en trois volumes.
En 1910, Chavannes publie Le T'ai Chan, essai de monographie d'un culte chinois, qui est une étude détaillée de la religion populaire chinoise, qui existe avant même le bouddhisme et le taoïsme. Dans cet essai, il se concentre sur un ancien culte centrée sur le mont Tai, une des cinq montagnes sacrées de la Chine, que Chavannes a visité personnellement. Cette œuvre monumentale commence par des essais préliminaires sur le rôle généralement sacré des montagnes dans l’histoire et la culture chinoise, puis examine la spécificité du mont Tai lui-même dans les moindres détails. Dans son livre, Chavannes inclut des traductions de dizaines de passages de la littérature chinoise ancienne, médiévale et pré-moderne liés à ce sujet, y compris les commentaires et passages recueillis par les érudits médiévaux Zhu Xi et Gu Yanwu. Son étude inclut également onze traductions d'estampages d'inscriptions gravées sur des pierres, que Chavannes a relevés lui-même dans les temples situés sur et autour du mont Tai, ainsi qu’une carte topographique détaillée de la montagne, dessinée à la main par Chavannes lui-même. Le style qu'utilise Chavannes dans Le T'ai Chan, avec des traductions annotées, des commentaires prolongeant le texte et des sources exhaustives est une source d’inspiration et une influence majeure pour les sinologues Français qui viennent après lui.
En 1912, Chavannes et son ancien élève Paul Pelliot, traduisent et éditent un traité manichéen chinois que Pelliot a découvert parmi les manuscrits de Dunhuang des grottes de Mogao. Le livre, publié à Paris sous le titre Un traité manichéen retrouvé en Chine, est salué par Berthold Laufer comme étant « peut-être la réalisation plus brillante de la sinologie moderne », après la mort de Chavannes en 1918.

## Parcours
- 1885: Intègre l'École normale supérieure.
- 1888: Reçu agrégé de philosophie. Obtient la même année le diplôme de chinois à l’École spéciale des langues orientales vivantes.
- 1889-1891: Attaché libre à la légation de France à Pékin.
- 1891: Passe le concours des Affaires étrangères.
- 1907-1908: Chargé de missions scientifiques en Chine.
- 1893-1918: Professeur de langues et littératures chinoise et tartare-mandchoue au Collège de France.
- 1908-1912: Directeur d’études à l’École pratique des hautes études, Vème section.
- Membre de la Société asiatique (Paris, secrétaire, puis vice-président) et de la Royal asiatic society (Londres)
- Membre de l’Académie impériale des sciences de Russie (Saint-Pétersbourg)

### Œuvres
- Le traité sur les sacrifices Fong et Chan de Se Ma Ts’ien, 1890 (traduction)
- La sculpture sur pierre en Chine au temps des deux dynasties Han, 1893
- Le Nestorianisme et l’inscription de Kara-Balgassoun, in: Journal asiatique, 1893
- Voyages des pèlerins bouddhistes. Les religieux éminents qui allèrent chercher la loi dans les pays d’Occident, mémoire composé à l’époque de la grande dynastie Tang par I Tsing, 1894
- Les Mémoires historiques de Se Ma Ts’ien, 5 volumes, 1895-1905 (traduction annotée)
- Les inscriptions chinoises de Bodhgaya, in: Revue de l’histoire des religions, 1896
- Voyages chinois chez les Khitans et les Joutchen, in: Journal asiatique, 1897
- Dix inscriptions chinoises de l’Asie centrale d’après les estampages de M. Charles-Eudes Bonin, 1902
- Documents sur les Tou Kiue (Turcs) occidentaux, 1903
- Voyage de Song Yun dans l’Udyâna et le Gandhara (518-522 p. C.) (traduction), in: Bulletin de l’École française d’Extrême-Orient, 1903
- Dix inscriptions chinoises de l’Asie centrale d’après les estampages de M. Charles-Eudes Bonin, in: Mémoires présentés par divers savants à l'Académie des inscriptions et belles-lettres, 1904
- Inscriptions et pièces de chancellerie chinoise de l’époque mongole, in: T’oung Pao, 1904, 1905, 1908
- Les livres chinois avant l’invention du papier, in: Journal asiatique, 1905
- Quatre Inscriptions du Yunnan (Mission du Commandant d’Ollone), in: Journal asiatique, 1909
- Le T’ai Chan-Essai de monographie d’un culte chinois. Le dieu du sol dans la Chine antique, 1910 (appendice)
- Cinq cent contes et apologues extraits du Tripitaka chinois et traduits en français, 3 volumes, 1910-1911
- La divination par l’écaille de tortue dans la haute antiquité chinoise (d’après un livre de M. Lo Tchen-yu), in: Journal asiatique, 1911
- Les documents chinois découverts par Aurel Stein dans les sables du Turkestan oriental, 1913
- Ars Asiatica
  - I. La Peinture chinoise au Musée Cernuschi (en collaboration avec Raphaël Petrucci)
  - II. Six monuments de la sculptures chinoise, 1912
- Mission archéologique dans la Chine septentrionale.
  - I. 1. La sculpture à l’époque des Han.
  - I. 2. La sculpture bouddhique, 1913-1915
- De l’expression des vœux dans l’art populaire chinois, 1922[16]

### Traductions
- Le Traité sur les sacrifices Fong et Chan de Se Ma T'sien, traduit en français par Édouard Chavannes, Péking, 1890, XXXI-95 pages.
- Shiji, les mémoires de Sima Qian : Shiji : Les Mémoires historiques de Se Ma Ts'ien, traduits et annotés par Édouard Chavannes (Ernest Leroux, 5 tomes en 6 volumes, 1895-1905, réimpression Adrien Maisonneuve, 1967). Trad. Édouard Chavannes, Yves Hervouet, Jacques Pimpaneau, librairie You Feng, 9 volumes, 2015-2017.
- Fables chinoises du IIIe au VIIIe siècle de notre ère (d'origine hindoue), 1921
- Cinq cents contes et apologues extraits du Tripitaka chinois et traduits en français, Ernest Leroux, 1910-1934, tomes I à IV, Imprimerie Nationale, Librairie Ernest Leroux, 1839. Rééd. Adrien Maisonneuve, 1962.
- Les Documents chinois découverts par Aurel Stein dans les sables du Turkestan oriental, publiés et traduits par Édouard Chavannes, Oxford, 1913, XXIII-232 p. et XXXVI pl.

### Monographies
- Le calendrier des Yin, Imprimerie Nationale, 1890.
- La Sculpture sur pierre en Chine au temps des deux dynasties Han (1893) : étude des inscriptions de la dynastie des Han
- Voyageurs chinois chez les Khitan et les Joutchen, Imprimerie Nationale, 1897, 2 fascicules.
- Édouard Chavannes, Documents sur les Tou-kiue (Turcs) occidentaux, recueillis et commentés par Édouard Chavannes, 1903 (lire en ligne)
- Le cycle turc des douze animaux, Leyde, Brill, 1906, 74 p. (BNF 30231293, lire en ligne) (Extrait du T'oung pao. Série II, volume VII)
- Le T'ai chan : essai de monographie d'un culte chinois - Appendice : Le dieu du sol dans la Chine antique (1910). Ce dernier ouvrage, une étude sur le culte du mont Tai dans la Chine ancienne, constitue une innovation dans la sinologie moderne, à la fois comme étude de textes et comme étude de terrain.
- 1913: 
  - Mission archéologique dans la Chine septentrionale : vol.1
  - Mission archéologique dans la Chine septentrionale : vol.2
  - Mission archéologique dans la Chine septentrionale : vol.3
  - Mission archéologique dans la Chine septentrionale : vol.4
  - Mission archéologique dans la Chine septentrionale : vol.5

### Nécrologies
- Berthold Laufer (1918). "Édouard Chavannes". Journal of the American Oriental Society, vol. 38, p. 202–205.
- Henri Cordier (1918). "Nécrologie – Édouard Chavannes" ("Obituary - Édouard Chavannes"), T'oung Pao 18, p. 114–147.
- Noël Péri (1918). "Nécrologie – Edouard Chavannes" ("Obituary – Édouard Chavannes"). Bulletin de l'École française d'Extrême-Orient 18, p. 73–75.
- Louis de La Vallée-Poussin (1918). "Obituary Notice – Édouard Chavannes", Bulletin of the School of Oriental Studies, University of London, vol. 1, no. 2, p. 147–151.
- Antoine Héron de Villefosse, « Éloge funèbre de M. Édouard Chavannes, membre de l’Académie », in: Comptes rendus des séances de l’Académie des Inscriptions et Belles-Lettres, 62ème année, N. 1, 1918. pp. 47-48.

### Études sur Chavannes
- Émile Senart, Édouard Chavannes, Journal asiatique, 1918, p. 189-195.
- Henri Cordier, Édouard Chavannes, Journal asiatique, 1918, p. 197-248.
- René Dussaud, Notice sur la vie et les travaux de M. Édouard Chavannes, in: Comptes rendus de l’Académie des inscriptions et belles-lettres (CRAI), 1946, p. 635-647.
- (en) David B. Honey, Incense at the Altar: Pioneering Sinologists and the Development of Classical Chinese Philology, New Haven, American Oriental Society, 2001
- Patrick Cabanel, « Emmanuel-Édouard Chavannes », in Patrick Cabanel et André Encrevé (dir.), Dictionnaire biographique des protestants français de 1787 à nos jours, tome 1 : A-C, Les Éditions de Paris Max Chaleil, Paris, 2015, p. 670-671  (ISBN 978-2846211901)
- Mengying He, Édouard Chavannes (1865-1918), fondateur de la sinologie moderne, thèse de doctorat sous la direction d'Alain Thote, Université Paris sciences et lettres, 2019.